# Guiba (département)
Pour les articles homonymes, voir Guiba.
Guiba est un département du Burkina Faso situé dans la province Zoundwéogo et dans la région Centre-Sud.

## Démographie
- En 2006, la population totale du département est de 30 157 habitants[1].

- En 2019, la population totale du département est de 31 872 habitants[2].

## Villages
Le département possède un chef-lieu :
- Guiba

et vingt-un villages :
- Banguessom
- Bilbalogo
- Boura
- Dissomey
- Garancé
- Guéré
- Guéré-Goghin
- Imasgo
- Kaléinga
- Koakin
- Kougbaga
- Ouetinga
- Parougri
- Passintinga
- Saonghin
- Sougou
- Tanghin
- Tiédin
- Tinrtinga
- Toémissi
- Yakin